# 錨山
イカリ山（いかりやま）は、六甲山地西部、神戸市中央区西部にある山。「錨山」とも綴る。
南麓を飾る錨形の電飾は、東隣の市章山の神戸市章と共に神戸のランドマークである。

## 地理
市章山と並んで再度山の前衛を成す。一帯は神戸の代表的ハイキングコースの一つ。山頂を再度山ドライブウェイがかすめる。市街地寄りの諏訪山には、ビーナスブリッジがある。

## 歴史
1903年（明治36年）、神戸港で観艦式が催された。明治天皇も親閲になったが、市内の学童数百人がお迎えすべく、この山の南麓で錨形に並び日の丸を振った。4年後の1907年に当山を「錨山」と命名することになり、錨をかたどって松を植樹した。1981年（昭和56年）からは風力発電及び太陽光発電を用いて電飾を開始した。

## 電飾
通常は乳白色だが、特別な日には港を表徴するマリンブルーで電飾される。マリンブルーになるのは 国民の祝日、ヴィッセル神戸が勝利した日、神戸まつりのメインフェスティバルの日など。

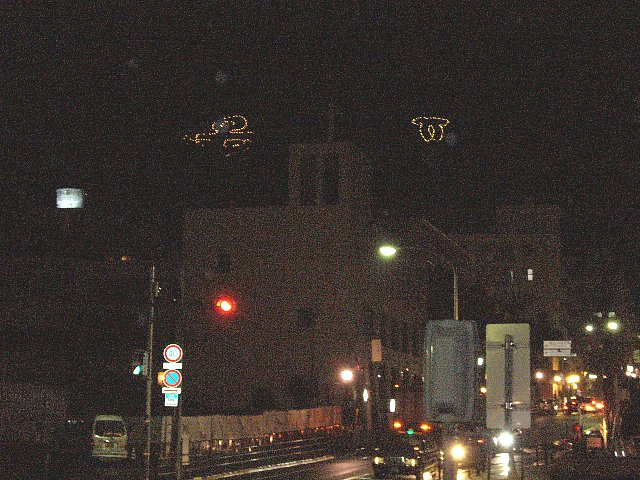
碇山と市章山の電飾
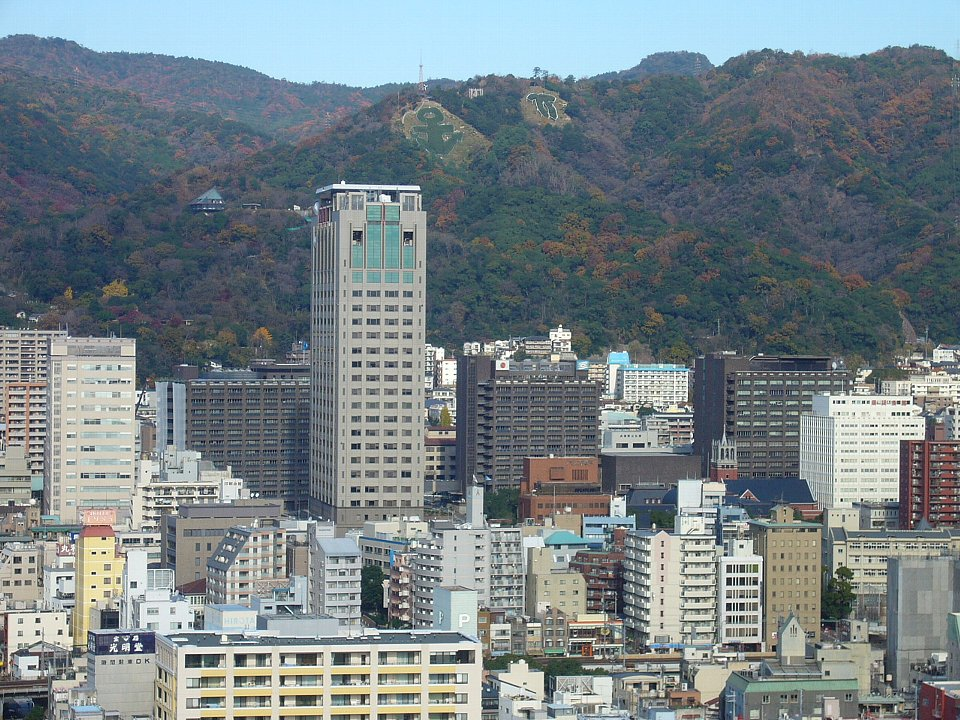
日中の碇山と市章山
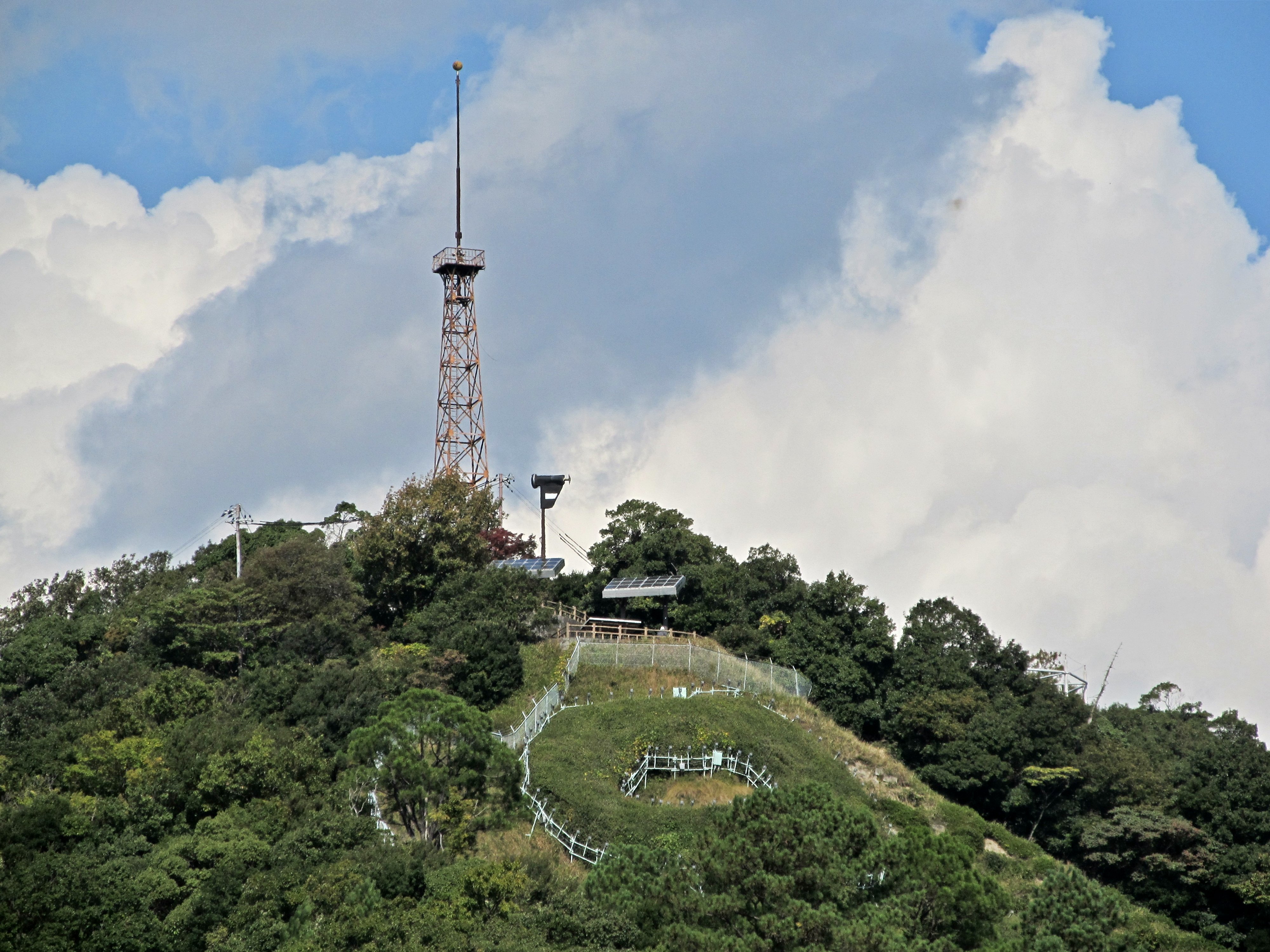
諏訪山公園展望台から見る山頂部分
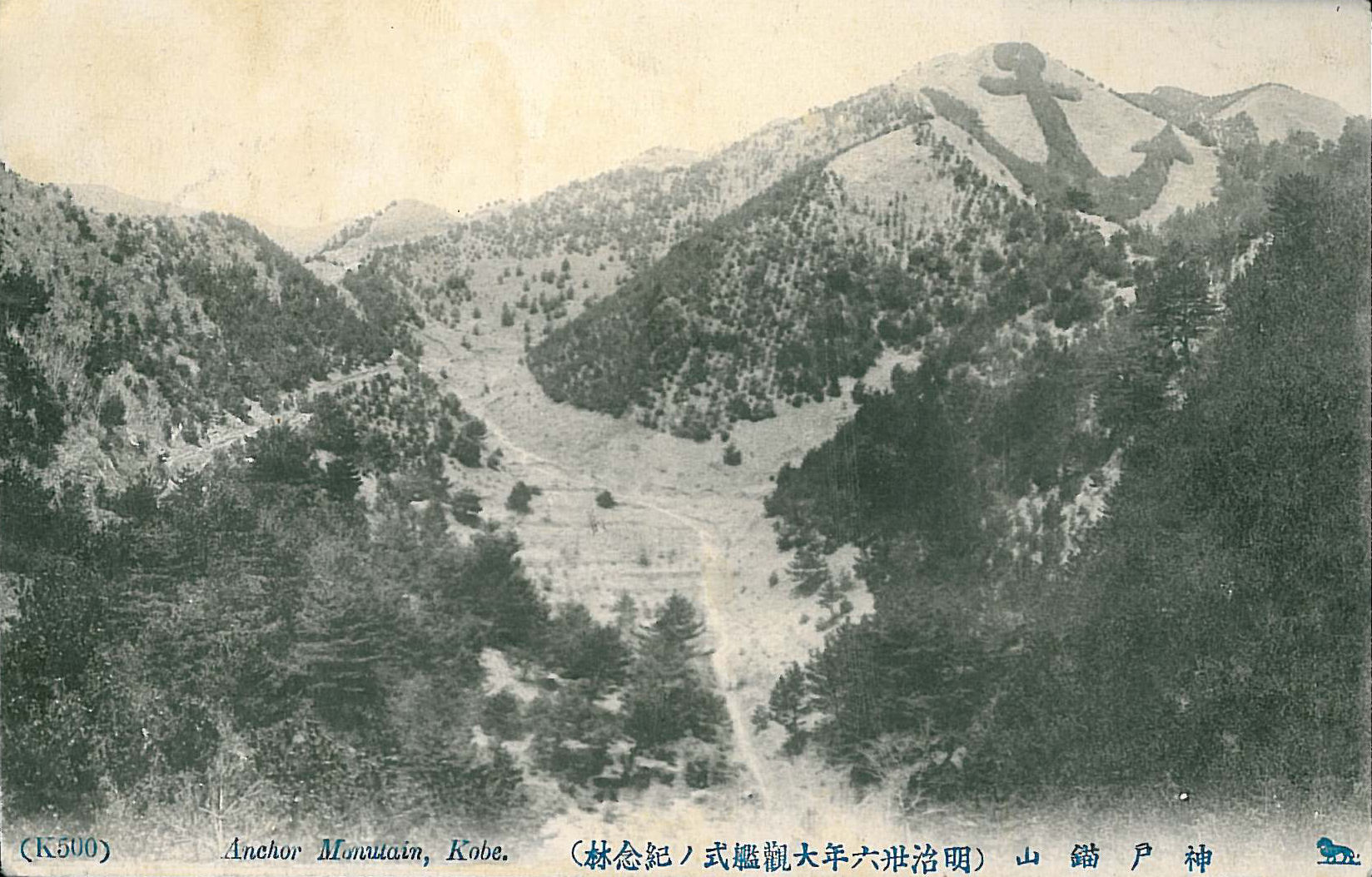
1907年頃の錨山（記念ハガキ）

## 交通
- 再度山ドライブウェイ